# Summer Festival 2017
La quinta edizione del Summer Festival (denominata Wind Summer Festival) si è svolta dal 22 al 25 giugno 2017 in Piazza del Popolo a Roma.
La manifestazione è stata presentata nuovamente da Alessia Marcuzzi, affiancata da Daniele Battaglia e Nicolò De Devitiis. Sponsorizzata per la prima volta da Wind, viene seguita in diretta da Radio 105 e trasmessa in differita su Canale 5, con quattro appuntamenti settimanali dal 4 al 25 luglio 2017.
Anche in questa edizione sono state presenti due gare parallele: quella tra i Big che ha eletto la Canzone dell'Estate 2017 e quella tra i cantanti emergenti, i Giovani. 
La Canzone dell'Estate 2017 è stata Pamplona di Fabri Fibra con la collaborazione dei Thegiornalisti, mentre il circuito Giovani è stato vinto da Uagliò, brano de I Desideri. 
Il Premio Radio 105 invece è andato ad Ermal Meta con Ragazza paradiso.

## Novità
La manifestazione, dopo essere stata affiancata per tre estati dal marchio Coca-Cola, cambia sponsor passando a Wind. A conseguenza di ciò, abbandonano l'organizzazione la Fascino PGT di Maria De Filippi e la radio ufficiale RTL 102.5, le quali avevano accompagnato l'evento fin dalla sua nascita. L'organizzazione viene affidata alla sola Friends&Partners Group di Ferdinando Salzano, già presente nelle altre edizioni accanto alla società della De Filippi, ma in misura nettamente minore. Anche la conduzione subisce inevitabilmente un ribaltone, con gli abbandoni di Angelo Baiguini e Rudy Zerbi, legati alle 2 società lombarde, che avevano accompagnato la confermata Alessia Marcuzzi per le precedenti 3 edizioni. Al loro posto subentrano Nicolò De Devitiis, già inviato de Le Iene e Daniele Battaglia, voce di Radio 105.
Altra novità riguarda il meccanismo di premiazione: a differenza delle precedenti edizioni, le quali vedevano la radio partner ufficiale RTL 102.5 assegnare il premio al cosiddetto "vincitore di tappa", ossia il vincitore della serata, in questa nuova edizione, al termine della serata, non è previsto alcun premio: gli unici premi consegnati da Radio 105 sono l'omonimo premio (Premio Radio 105) assegnato in base ai voti ricevuti dal pubblico sul portale della medesima radio (che ha potuto votare dal 17 giugno) al cantante che ha ottenuto più preferenze e il premio Wind Summer Festival (il vecchio Premio RTL 102.5 - Canzone dell'Estate), assegnato da Earone al brano con il punteggio più alto nell'airplay radiofonico tra tutti i brani in gara.

## Giovani
Anche per questa quinta edizione, nonostante i numerosi cambiamenti, il Summer Festival conferma la gara del circuito Giovani, dando la possibilità a 6 ragazzi più o meno conosciuti su YouTube, Facebook ed altri social network di cantare i propri inediti davanti ad una platea come quella di Piazza del Popolo. Il meccanismo rimane il medesimo delle edizioni precedenti: si esibiscono 2 ragazzi nelle prime 3 serate e si decreta ogni volta un vincitore, il quale successivamente andrà a scontrarsi con gli altri 2 vincitori nella quarta ed ultima puntata.
La vittoria di questa edizione è andata a I Desideri con il brano Uagliò.
I giovani partecipanti sono stati i seguenti:
| Cantante     | Brano in gara         | Puntate | Puntate | Puntate | Puntate |
| Cantante     | Brano in gara         | 1       | 2       | 3       | 4       |
| I Desideri   | Uagliò                |         | N.D.    | N.D.    |         |
| Mahmood      | Pesos                 | N.D.    | N.D.    |         |         |
| Shade        | Bene ma non benissimo | N.D.    |         | N.D.    |         |
| Amara        | Grazie                |         | N.D.    | N.D.    | N.D.    |
| Lowlow       | Ulisse                | N.D.    |         | N.D.    | N.D.    |
| Tony Maiello | Il mio funky          | N.D.    | N.D.    |         | N.D.    |

Vincitori delle singole puntate
1. Amara - Grazie vs I Desideri - Uagliò
2. Shade - Bene ma non benissimo vs Lowlow - Ulisse
3. Mahmood - Pesos vs Tony Maiello - Il mio funky

Durante la serata finale della manifestazione, proprio come accade dal 2015 al 2017 al Festival di Sanremo, ai tre finalisti del circuito Giovani viene mostrato un videomessaggio di in bocca al lupo da parte di alcuni volti noti della musica italiana; i videomessaggi sono stati:
- Clementino per I Desideri
- Max Pezzali per Shade
- Fabri Fibra per Mahmood

Vincitore puntata finale
1. I Desideri - Uagliò

## Big
Durante le 4 serate di questa quinta edizione del programma si sono alternati i seguenti artisti, sia in gara che fuori gara:
| Artista                                           | Esibizione                                                                                   | Puntate | Puntate | Puntate | Puntate |
| Artista                                           | Esibizione                                                                                   | 1       | 2       | 3       | 4       |
| Fabri Fibra (feat. Thegiornalisti)                | Pamplona                                                                                     | N.D.    |         | N.D.    |         |
| Baby K                                            | Voglio ballare con te                                                                        | N.D.    |         | N.D.    |         |
| Benji & Fede (feat. Annalisa)                     | Tutto per una ragione                                                                        |         |         | N.D.    |         |
| Ermal Meta                                        | Ragazza paradiso                                                                             | N.D.    |         | N.D.    |         |
| Fabio Rovazzi                                     | Volare                                                                                       |         | N.D.    | N.D.    |         |
| Fabrizio Moro                                     | Andiamo                                                                                      |         | N.D.    | N.D.    |         |
| Alex Britti                                       | Stringimi forte amore                                                                        |         | N.D.    |         | N.D.    |
| Bianca Atzei                                      | Abbracciami perdonami gli sbagli                                                             | N.D.    | N.D.    |         | N.D.    |
| Elisa                                             | Gli ostacoli del cuore (1ª serata) e Bruciare per te (2ª serata)                             |         |         | N.D.    | N.D.    |
| Elodie                                            | Verrà da sé                                                                                  | N.D.    |         | N.D.    | N.D.    |
| Emma                                              | Quanno chiove in ricordo di Pino Daniele                                                     | N.D.    |         | N.D.    | N.D.    |
| Alexia                                            | Beata gioventù                                                                               | N.D.    | N.D.    | N.D.    |         |
| Arisa                                             | Ho perso il mio amore                                                                        | N.D.    | N.D.    | N.D.    |         |
| 2Cellos                                           | Smells Like Teen Spirit, The Trooper                                                         | N.D.    | N.D.    | N.D.    |         |
| Alessio Bernabei                                  | Non è il Sudamerica                                                                          | N.D.    | N.D.    | N.D.    |         |
| Briga                                             | Nel male e nel bere                                                                          | N.D.    | N.D.    |         | N.D.    |
| Chiara                                            | Buio e luce                                                                                  | N.D.    |         | N.D.    | N.D.    |
| Cristina D'Avena                                  | L'estate migliore che c'è e medley di sigle: Mila e Shiro, Occhi di gatto e All'arrembaggio! |         | N.D.    | N.D.    | N.D.    |
| Enrico Papi (con Vittorio Sgarbi)                 | Mooseca                                                                                      | N.D.    | N.D.    |         | N.D.    |
| Federica Carta                                    | Ti avrei voluto dire                                                                         | N.D.    |         | N.D.    | N.D.    |
| Francesco Renga                                   | Nuova luce                                                                                   |         | N.D.    |         |         |
| Fiorella Mannoia                                  | Siamo ancora qui (1ª e 2ª serata) e Quello che le donne non dicono (2ª serata)               |         |         | N.D.    | N.D.    |
| Francesco Gabbani                                 | Tra le granite e le granate                                                                  | N.D.    |         |         | N.D.    |
| Fred De Palma                                     | Adiós                                                                                        | N.D.    | N.D.    |         | N.D.    |
| Gaia                                              | Fotogramas                                                                                   | N.D.    | N.D.    |         | N.D.    |
| Gabry Ponte                                       | Tu sei                                                                                       |         | N.D.    | N.D.    | N.D.    |
| Gary Dourdan                                      | The end                                                                                      | N.D.    | N.D.    |         | N.D.    |
| Ghali                                             | Happy Days                                                                                   | N.D.    | N.D.    |         | N.D.    |
| Gianna Nannini                                    | Io                                                                                           |         | N.D.    | N.D.    | N.D.    |
| Giorgia                                           | Credo                                                                                        |         | N.D.    |         |         |
| Giusy Ferreri                                     | Partiti adesso                                                                               |         |         |         | N.D.    |
| Gli Autogol (feat. Dj Matrix)                     | Baila como El Papu                                                                           | N.D.    |         | N.D.    | N.D.    |
| Il Cile                                           | Era bellissimo                                                                               | N.D.    | N.D.    | N.D.    |         |
| Il Volo                                           | Medley: L'amore si muove e Grande amore                                                      | N.D.    | N.D.    | N.D.    |         |
| Irama                                             | Mi drogherò                                                                                  | N.D.    | N.D.    | N.D.    |         |
| J-Ax & Fedez                                      | Senza pagare                                                                                 |         | N.D.    |         | N.D.    |
| Jake La Furia (feat. Alessio La Profunda Melodia) | El party                                                                                     | N.D.    | N.D.    |         | N.D.    |
| Jasmine Thompson                                  | Old friends                                                                                  | N.D.    | N.D.    |         | N.D.    |
| Jax Jones                                         | You Don't Know Me                                                                            |         |         | N.D.    | N.D.    |
| Kadebostany                                       | Mind if I stay                                                                               | N.D.    | N.D.    | N.D.    |         |
| Lodovica Comello                                  | 50 Shades of Colours                                                                         | N.D.    |         | N.D.    | N.D.    |
| LP                                                | Strange                                                                                      |         | N.D.    | N.D.    | N.D.    |
| Mario Venuti                                      | Caduto dalle stelle                                                                          | N.D.    |         |         | N.D.    |
| Max Pezzali                                       | Le canzoni alla radio                                                                        |         |         |         | N.D.    |
| Michele Bravi                                     | Solo per un po'                                                                              | N.D.    |         | N.D.    |         |
| Nek                                               | Freud (feat. J-Ax) (1ª, 3ª e 4ª serata) e Laura non c'è (4ª serata)                          |         | N.D.    |         |         |
| Nina Zilli                                        | Mi hai fatto fare tardi                                                                      |         | N.D.    | N.D.    |         |
| Ofenbach                                          | Be Mine                                                                                      |         | N.D.    | N.D.    |         |
| Paola Turci                                       | La vita che ho deciso                                                                        |         | N.D.    |         | N.D.    |
| Raphael Gualazzi                                  | La fine del Mondo                                                                            | N.D.    | N.D.    |         | N.D.    |
| Riki                                              | Polaroid                                                                                     |         | N.D.    | N.D.    |         |
| Samuel                                            | La statua della mia libertà                                                                  | N.D.    |         | N.D.    |         |
| Sergio Sylvestre                                  | Turn It Up                                                                                   | N.D.    | N.D.    |         | N.D.    |
| Syria                                             | Io, te, Francesca e Davide                                                                   | N.D.    | N.D.    |         | N.D.    |
| Takagi & Ketra (feat. Lorenzo Fragola e Arisa)    | L'esercito del selfie                                                                        | N.D.    |         | N.D.    |         |
| Thegiornalisti                                    | Riccione                                                                                     |         |         |         | N.D.    |
| The Kolors                                        | Crazy                                                                                        |         |         | N.D.    | N.D.    |
| Thomas                                            | Normalità                                                                                    | N.D.    |         | N.D.    | N.D.    |
| Tiromancino                                       | Dove tutto è a metà                                                                          |         | N.D.    | N.D.    |         |
| Umberto Tozzi                                     | Ti amo                                                                                       | N.D.    | N.D.    |         | N.D.    |
| Valeria Rossi                                     | Tre parole                                                                                   | N.D.    | N.D.    |         | N.D.    |

## Ospiti

### Esibizioni d'apertura di serata
A differenza delle altre edizioni del programma, nelle quali i cantanti designati come apritori di serata risultavano presenti solamente in quella determinata puntata (e quindi risultavano come "ospiti"), in questa quinta edizione i cantanti che aprono la serata sono presenti anche in altre serate, non andando perciò a figurare come "ospiti" bensì come semplici Big in gara. Le esibizioni d'apertura di serata sono state le seguenti:
- Max Pezzali - Le canzoni alla radio (1ª serata).
- Francesco Gabbani - Tra le granite e le granate (2ª serata).
- Nek feat. J-Ax - Freud (3ª serata).
- Giorgia - Credo (4ª serata).

### Altri ospiti di serate
Similmente a quanto accaduto per le esibizioni d'apertura di serata, essendo cambiato il meccanismo di premiazione, a nessuno dei Big viene mostrata la classifica provvisoria dopo la propria esibizione, perciò in questa edizione non ci sono dei veri e propri ospiti.

## Ascolti
| Puntata | Messa in onda  | Telespettatori | Share  |
| ------- | -------------- | -------------- | ------ |
| 1       | 4 luglio 2017  | 3 009 000      | 16,77% |
| 2       | 11 luglio 2017 | 2 758 000      | 16,66% |
| 3       | 18 luglio 2017 | 2 482 000      | 14,61% |
| 4       | 25 luglio 2017 | 2 788 000      | 16,35% |
| Media   | Media          | 2 759 000      | 16,10% |